# Doctrina Estrada
La doctrina Estrada (nombrada por su autor como doctrina mexicana) es el nombre de un ideal central de la política exterior de México desde 1930 y aún en vigor, según el cual México no anuncia públicamente el reconocimiento diplomático de otros estados o gobiernos.
La doctrina Estrada se contrapuso a la costumbre de su época, según la cual cada país debía reconocer al gobierno de otro país para que este se considerara válido o legítimo. Igualmente, se mostraba en contra de la doctrina Tobar y del intervencionismo. A diferencia de México, la mayoría de los países del mundo siguen haciendo público su reconocimiento –o el no reconocimiento– de nuevos países o de cada nuevo gobierno extranjero, como forma de indicar si se le considera legítimo o ilegítimo, especialmente si este proviene de movimientos revolucionarios.
El nombre de la doctrina honra la memoria de Genaro Estrada Félix, titular de la Secretaría de Relaciones Exteriores de ese país durante la presidencia de Pascual Ortiz Rubio, quien la redactó y publicó mediante un comunicado de dicha secretaría el 27 de septiembre de 1930.

## Antecedentes
Desde su independencia en 1821, México había sufrido una serie de revueltas, movimientos revolucionarios y contrarrevolucionarios que hacían común el cambio de gobierno sin que este ocurriera por la vía legal –mediante elecciones constitucionales– lo que ocasionaba que cada nuevo gobierno emanado de una contienda interna tuviera que luchar duramente con la diplomacia extranjera a fin de conseguir el reconocimiento oficial de las naciones extranjeras para así poder validarse dentro de su propia nación. Estos eventos ponían a México en una situación débil con respecto a las naciones poderosas, que aprovechaban su influencia para conseguir ventajas económicas o políticas a cambio de reconocer al nuevo gobierno.
En 1907, el canciller de Ecuador, Carlos R. Tobar, había propuesto una doctrina a los gobiernos latinoamericanos: dicha doctrina –llamada Doctrina Tobar– exhortaba a los gobiernos de Latinoamérica a reconocerse mutuamente y a su vez a negar el reconocimiento a cualquier gobierno latinoamericano que surgiera a partir de un movimiento revolucionario.
En México, el caso más reciente de necesidad de reconocimiento internacional se había dado a raíz de la Revolución mexicana, la cual originó una serie de sucesiones presidenciales por la vía revolucionaria, que en la mayoría de los casos debían mandar misiones diplomáticas a las naciones extranjeras en busca de reconocimiento, especialmente a Estados Unidos. Esto se acrecentó debido a la promulgación de la constitución de 1917 por el presidente Venustiano Carranza, que acababa con los privilegios económicos de otras naciones en México, especialmente de las industrias estadounidenses, motivo por el cual el gobierno de Estados Unidos se negó a reconocer al gobierno mexicano a menos que éste derogara los artículos constitucionales que afectaban a los intereses estadounidenses en México.
El 12 de septiembre de 1931, México pasó a formar parte de la Sociedad de Naciones, siendo un evento transcendental, ya que este no había sido invitado a formar parte de dicha organización intergubernamental desde su creación una vez finalizada la Primera Guerra Mundial. Esto se puede atribuir principalmente a algunos problemas no resueltos entre México y Estados Unidos. En el seno de dicha organización, México estableció su posición a favor del derecho internacional, del principio de no intervención y del derecho de autodeterminación de los pueblos. El gobierno mexicano siempre apoyó el principio de resolución pacífica de diferendos internacionales, y rechazó el uso de la fuerza en las relaciones internacionales. Todo esto dio al país un importante prestigio internacional. En cuanto a sus vecinos del sur de América Latina y del Caribe, México regresó a las Conferencias Panamericanas, donde había sido previamente excluido debido a la falta de reconocimiento por parte de los Estados Unidos. México ganó un prestigio excepcional en las conferencias que tuvieron lugar en La Habana (6.ª Conferencia, 1928) y en Montevideo (7.ª Conferencia, 1933), en donde su postura fue a favor de la unión de América Latina y en pro del derecho internacional.

## Fundamentos
Esta doctrina trata únicamente sobre el reconocimiento de un gobierno hacia los gobiernos extranjeros, pero no es aplicable al reconocimiento de un gobierno hacia una nación extranjera, es decir, no declara que un país no deba manifestarse a favor o en contra de la creación de una nueva nación.
La doctrina Estrada se fundamenta en aspectos de la política internacional, especialmente el principio de no intervención y derecho de autodeterminación de los pueblos. Favorece una visión cerrada de soberanía nacional. Afirma que los gobiernos extranjeros no deberían juzgar, para bien o para mal, gobiernos o cambios en gobiernos de otras naciones, ya que implicaría una violación a su soberanía.
En su propuesta formal, la doctrina Estrada indicaba lo siguiente:

El gobierno de México no otorga reconocimiento porque considera que esta práctica es denigrante, ya que a más de herir la soberanía de las otras naciones, coloca a éstas en el caso de que sus asuntos interiores pueden ser calificados en cualquier sentido por otros gobiernos, quienes, de hecho, asumen una actitud de crítica al decidir favorable o desfavorablemente sobre la capacidad legal de regímenes extranjeros. El gobierno mexicano sólo se limita a mantener o retirar, cuando lo crea procedente, a sus agentes diplomáticos, sin calificar precipitadamente, ni a posteriori, el derecho de las naciones para aceptar, mantener o sustituir a sus gobiernos o autoridades.
Ley Estrada. 27 de septiembre de 1930.

## Uso

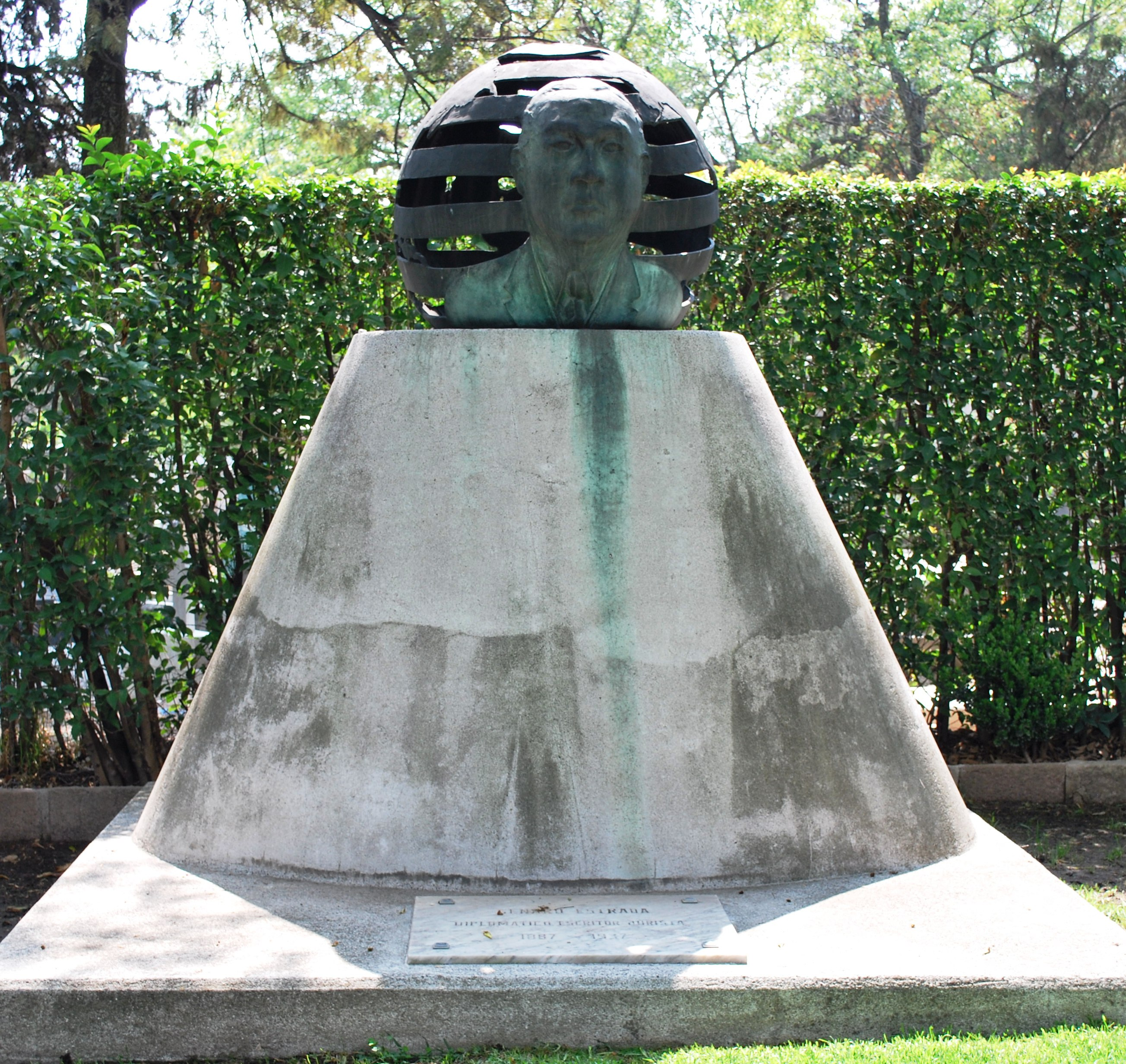
Sepulcro de Genaro Estrada en la Rotonda de las Personas Ilustres.

La doctrina Estrada la promulgó el 27 de septiembre de 1930, en el aniversario de la consumación de la independencia de México, el secretario de relaciones exteriores Genaro Estrada, dirigida a los representantes diplomáticos de México en América del Sur y con la intención de servir de guía ante los cambios políticos que se estaban generando en esa región. Dicha declaración sirvió un segundo propósito, al servir como respuesta de México hacia la negativa de las naciones extranjeras a reconocer a los gobiernos mexicanos postrevolucionarios.
Durante este período, México tuvo la oportunidad de difundir su posición con respecto a la práctica del reconocimiento internacional. El ejemplo más notable de su práctica fue cuando el gobierno mexicano rechazó la expulsión de Cuba del seno de la Organización de Estados Americanos (OEA) porque los Estados Unidos rechazaba el nuevo gobierno revolucionario de corte comunista que se instalaba en la isla.[cita requerida]
Su uso más extendido se dio en la década de 1970, cuando México no otorgó reconocimiento de Estado a los países sudamericanos que sufrieron golpes de Estado. México únicamente se limitó a mantener o retirar sus misiones diplomáticas.[cita requerida]
La última vez que se aplicó ininterrumpidamente fue en el gobierno de Vicente Fox ante el golpe de Estado en Venezuela contra Hugo Chávez del 11 de abril del 2002. Sin embargo, los dos secretarios de Relaciones Exteriores que tuvo Fox en su sexenio (2000-2006), Jorge Castañeda Gutman y Luis Ernesto Derbez, con el argumento de que las doctrinas diplomáticas mexicanas usadas hasta el 2000 por los gobiernos del Partido Revolucionario Institucional habían sido un instrumento más para mantener su hegemonía y poder en el país, éstas fueron dejándose de lado, según las decisiones del momento: principalmente, el principio de no intervención y la antítesis de la doctrina Tobar que representa la doctrina Estrada. Esto se manifestó claramente cuando Jorge Castañeda comenzó a criticar el régimen cubano abierta y directamente por el tema de los derechos humanos en la isla, y a este golpe de timón de la diplomacia mexicana se le llamó coloquialmente "doctrina Castañeda".
A pesar de lo anterior, la doctrina Estrada no se violentó como tal sino hasta el golpe de Estado de Honduras contra Manuel Zelaya del 28 de junio de 2009, cuando el gobierno de Felipe Calderón Hinojosa apoyó abiertamente al gobierno destituido, desconociendo el gobierno de facto de Roberto Micheletti emanado por la fuerza, hecho que no solo sucedió con el gobierno federal, sino que también recibió el apoyo abierto de Marcelo Ebrard Casaubon, jefe de gobierno del Distrito Federal, quien defendió a la embajadora hondureña en México Rosalinda Bueso del gobierno de Zelaya, usando la fuerza pública para recuperar la embajada ocupada por partidarios de Micheletti (la cercanía entre Ebrard y Bueso llegó a tal punto que terminaron casándose).[cita requerida]
Con todo, la doctrina Estrada sigue vigente a la fecha, al menos en la ley.[cita requerida]

## Críticas

### Críticas sobre su utilización
La mayoría de las críticas de dicha doctrina se dirigieron hacia si era moral y políticamente válido o no que el gobierno mexicano se mantuviese neutral en presencia de gobiernos clasificados como dictaduras.
El conflicto más reciente que ha causado crítica a nivel internacional sobre el empleo de esta doctrina ha sido en enero de 2019, después de que el gobierno de Andrés Manuel López Obrador, apegándose al principio de no intervención y autodeterminación de los pueblos presente en el artículo 89 de la Constitución, se abstuviera de reconocer la legitimidad del presidente interino de Venezuela, Juan Guaidó.
Sin embargo, el mismo mandatario causó polémica a fines del 2022 y primer trimestre del 2023 por no reconocer el gobierno de Dina Boluarte, quien llegó a la presidencia de la República del Perú por sucesión tras haberse declarado la vacancia de Pedro Castillo Terrones al haber intentado dar un autogolpe de Estado, ordenando el cierre del congreso y la intervención al Poder Judicial. López Obrador calificó de ilegítimo el gobierno de Boluarte y se negó a entregarle la presidencia pro tempore de la Alianza del Pacífico, la cual debía entregársele al mandatario peruano en funciones. Por su constante ataque mediático al estado peruano, fue declarado como persona no grata el 22 de mayo del 2023.

### Críticas sobre que dejó de ser marco de referencia de la diplomacia mexicana
El abandono de esta Doctrina tradicional de México, ha hecho que la diplomacia mexicana pierda prestigio a nivel internacional, al desdibujarse su férrea línea de acción y desconocerse claramente una nueva. 
Desde 2014 la aplicación de la doctrina Estrada por parte de México ha sido puesta en entredicho por algunas personas debido a la intención del gobierno mexicano de formar parte de las fuerzas de paz de las Naciones Unidas, acto que ha sido calificado como intervención del gobierno mexicano en la política extranjera.